# Ángel Aransay
Ángel Aransay Ortega (Zaragoza, 15 de agosto de 1943-Zaragoza, 19 de agosto de 2015) fue un pintor y crítico artístico español.

## Biografía
Nacido en 1943 en Zaragoza, comenzó sus estudios artísticos en su ciudad natal, primero en la Academia Cañada y después en la Escuela de Artes Aplicadas. Posteriormente, obtuvo el título de profesor de dibujo en la Real Academia de Bellas Artes de San Fernando de Madrid. Ejerció también la crítica de arte en diversas publicaciones, como los diarios zaragozanos Aragón Exprés y El Noticiero.

## Obra, influencias, estilo y temática
Autor de una vasta obra, inició su pintura bajo la influencia de dos maestros: el Picasso cubista y El Greco. Le interesaron mucho la pintura del Renacimiento y del Barroco, pero también la obra de Francis Bacon.
Trabajó desde los murales hasta el retrato intimista. Los temas que abordó son variados: bodegones, paisajes y, sobre todo, la figura humana y el ámbito espiritual.

## Algunos premios y reconocimientos
- 1964 Tercer Premio Concurso de Pintura Rápida Fiestas del Pilar.
- 1965 Primer Premio Societa Dante Alighieri.
- 1966-1970 Premios Stadium Casablanca.
- 1978 Accésit-compra IX Premio San Jorge.
- 1982 Primer Premio Ministerio de Cultura,
- -Día de las Fuerzas Armadas
- -Segundo Premio Bodegas Bordejé.
- -Segundo Premio San Jorge del Deporte.
- 1986 Accésit I Premio Santa Isabel de Portugal.
- 1987 Primer Premio II Premio Santa Isabel de Portugal.
- 1989 Primer Premio I Premio Casino de Zaragoza.